# Alliance (Ohio)
Alliance é uma cidade localizada no estado norte-americano de Ohio, no Condado de Mahoning e Condado de Stark.

## Demografia
Segundo o censo norte-americano de 2000, a sua população era de 23.253 habitantes. 
Em 2006, foi estimada uma população de 22.770, um decréscimo de 483 (-2.1%).

## Geografia
De acordo com o United States Census Bureau tem uma área de 
22,3 km², dos quais 22,3 km² cobertos por terra e 0,0 km² cobertos por água. Alliance localiza-se a aproximadamente 374 m acima do nível do mar.

## Localidades na vizinhança
O diagrama seguinte representa as localidades num raio de 16 km ao redor de Alliance. 